# Corwith (Iowa)
Corwith è un comune degli Stati Uniti d'America, situato nello Stato dell'Iowa, nella contea di Hancock.